# 500 Miglia di Indianapolis 1954
La 500 Miglia di Indianapolis 1954 fu la seconda gara della stagione 1954 del Campionato mondiale di Formula 1, disputata il 31 maggio all'Indianapolis Motor Speedway. La manifestazione vide la vittoria di Bill Vukovich su Kurtis Kraft, seguito da Jimmy Bryan su Kuzma e da Jack McGrath su Kurtis Kraft.

## Risultati

### Qualifiche
| Pos                     | N° | Pilota            | Auto                          | Sponsor/Nome Auto        | Tempo (su 4 giri) |
| ----------------------- | -- | ----------------- | ----------------------------- | ------------------------ | ----------------- |
| 1                       | 2  | Jack McGrath      | Kurtis Kraft 500C-Offenhauser | Hinkle                   | 4'15"26           |
| 2                       | 19 | Jimmy Daywalt     | Kurtis Kraft 500C-Offenhauser | Sumar                    | 4'17"53           |
| 3                       | 9  | Jimmy Bryan       | Kuzma-Offenhauser             | Dean Van Lines           | 4'17"76           |
| 4                       | 43 | Johnny Thomson    | Nichels-Offenhauser           | Chapman                  | 4'19"39           |
| 5                       | 98 | Chuck Stevenson   | Kuzma-Offenhauser             | Agajanian                | 4'19"41           |
| 6                       | 7  | Don Freeland      | Phillips-Offenhauser          | Bob Estes                | 4'20"23           |
| 7                       | 25 | Jimmy Reece       | Pankratz-Offenhauser          | Malloy                   | 4'20"28           |
| 8                       | 16 | Duane Carter      | Kurtis Kraft 4000-Offenhauser | Automobile Shippers      | 4'20"42           |
| 9                       | 17 | Bob Sweikert      | Kurtis Kraft 4000-Offenhauser | Lutes                    | 4'20"48           |
| 10                      | 1  | Sam Hanks         | Kurtis Kraft 4000-Offenhauser | Bardahl                  | 4'17"46           |
| 11                      | 34 | Troy Ruttman      | Kurtis Kraft 500A-Offenhauser | Automobile Shippers      | 4'21"37           |
| 12                      | 35 | Pat O'Connor      | Kurtis Kraft 500C-Offenhauser | Hopkins                  | 4'20"71           |
| 13                      | 24 | Cal Niday         | Stevens-Offenhauser           | Jim Robbins              | 4'17"46           |
| 14                      | 73 | Mike Nazaruk      | Kurtis Kraft 500C-Offenhauser | McNamara                 | 4'17"90           |
| 15                      | 15 | Johnnie Parsons   | Kurtis Kraft 500C-Offenhauser | Belond Equa-Flow Exhaust | 4'17"92           |
| 16                      | 12 | Rodger Ward       | Pawl-Offenhauser              | Dr. Sabourin             | 4'18"44           |
| 17                      | 31 | Gene Hartley      | Kurtis Kraft 4000-Offenhauser | John Zink                | 4'18"88           |
| 18                      | 51 | Bill Homeier      | Kurtis Kraft 500C-Offenhauser | Jones & Maley            | 4'19"09           |
| 19                      | 14 | Bill Vukovich     | Kurtis Kraft 500A-Offenhauser | Fuel Injection           | 4'19"97           |
| 20                      | 32 | Ernie McCoy       | Kurtis Kraft 500B-Offenhauser | Crawford                 | 4'20"08           |
| 21                      | 10 | Tony Bettenhausen | Kurtis Kraft 500C-Offenhauser | Mel Wiggers              | 4'20"35           |
| 22                      | 88 | Manny Ayulo       | Kuzma-Offenhauser             | Schmidt                  | 4'20"56           |
| 23                      | 74 | Andy Linden       | Schroeder-Offenhauser         | Brown Motor Co.          | 4'21"21           |
| 24                      | 77 | Fred Agabashian   | Kurtis Kraft 500C-Offenhauser | Merz Engineering         | 4'21"35           |
| 25                      | 28 | Larry Crockett    | Kurtis Kraft 3000-Offenhauser | Federal Engineering      | 4'17"96           |
| 26                      | 33 | Len Duncan        | Schroeder-Offenhauser         | Ray Brady                | 4'18"59           |
| 27                      | 45 | Art Cross         | Kurtis Kraft 4000-Offenhauser | Bardahl                  | 4'19"60           |
| 28                      | 38 | Jim Rathmann      | Kurtis Kraft 50C-Offenhauser  | Bardahl                  | 4'20"44           |
| 29                      | 65 | Spider Webb       | Bromme-Offenhauser            | Advance Muffler          | 4'20"91           |
| 30                      | 99 | Jerry Hoyt        | Kurtis Kraft-Offenhauser      | Belanger Motors          | 4'21"20           |
| 31                      | 27 | Ed Elisian        | Stevens-Offenhauser           | Chapman                  | 4'21"26           |
| 32                      | 5  | Paul Russo        | Kurtis Kraft 500A-Offenhauser | Ansted Rotary            | 4'21"48           |
| 33                      | 71 | Frank Armi        | Kurtis Kraft-Offenhauser      | Martin Brothers          | 4'21"49           |
| Vetture non qualificate |    |                   |                               |                          |                   |
| NQ                      | 83 | Eddie Johnson     | Turner D-Offenhauser          | McNamara                 |                   |
| NQ                      | 53 | Jimmy Davies      | Kurtis Kraft 500-Offenhauser  | Pat Clancy               |                   |
| NQ                      | 3  | Marshall Teague   | Kurtis Kraft 4000-Offenhauser | Hart Fullerton           |                   |
| NQ                      | 21 | Bob Scott         | Kurtis Kraft 500-Offenhauser  | Travelon Trailer         |                   |
| NQ                      | 6  | Art Cross         | Kurtis Kraft 4000-Offenhauser | Springfield Welding      |                   |
| NQ                      | 49 | Danny Oakes       | Kurtis Kraft 4000-Offenhauser | Micro-Nut                |                   |
| NQ                      | 59 | Jim Rathmann      | Kurtis Kraft 500-Offenhauser  | Elgin Piston Pin         |                   |
| NQ                      | 62 | Duke Dinsmore     | Ewing D-Offenhauser           | Commercial Motor Freight |                   |
| NQ                      | 44 | Walt Faulkner     | Kuzma D-Offenhauser           | Schmidt                  |                   |
| NQ                      | 68 | Ed Elisian        | Kurtis Kraft 4000-Offenhauser | Peter Wales Trucking     |                   |
| NQ                      | 8  | Duke Nalon        | Kurtis Kraft FD-Novi          | Novi                     |                   |
| NQ                      | 18 | Bob Scott         | Kurtis Kraft 4000-Offenhauser | Ray Brady                |                   |
| NQ                      | 22 | Cliff Griffith    | Kurtis Kraft 2000-Offenhauser | Tom Sarafoff             |                   |
| NQ                      | 22 | George Tichenor   | Kurtis Kraft 2000-Offenhauser | Tom Sarafoff             |                   |
| NQ                      | 23 | Jerry Hoyt        | Kurtis Kraft 3000-Offenhauser | Sumar                    |                   |
| NQ                      | 26 | Henry Banks       | Lesovsky D-Offenhauser        | Hopkins                  |                   |
| NQ                      | 36 | Al Herman         | Kurtis Kraft 3000-Offenhauser | Ed Stone                 |                   |
| NQ                      | 36 | George Fonder     | Kurtis Kraft 3000-Offenhauser | Ed Stone                 |                   |
| NQ                      | 37 | Eddie Russo       | Kurtis Kraft 4000-Offenhauser | Federal Engineering      |                   |
| NQ                      | 38 | Bill Holland      | Kurtis Kraft 500-Offenhauser  | Bardahl                  |                   |
| NQ                      | 39 | Pat Flaherty      | Kurtis Kraft 500-Offenhauser  | Shouse Motors            |                   |
| NQ                      | 41 | Frank Mundy       | Schroeder-Offenhauser         | McDaniel                 |                   |
| NQ                      | 47 | Danny Oakes       | Ferrari                       | Ferrari                  |                   |
| NQ                      | 52 | Chuck Weyant      | Silnes D-Offenhauser          | Parks Motors             |                   |
| NQ                      | 54 | Eddie Sachs       | Kurtis Kraft 2000-Offenhauser | Marion Engineering       |                   |
| NQ                      | 66 | Bob Christie      | Lesovsky D-Offenhauser        | Christie                 |                   |
| NQ                      | 67 | Potsy Goacher     | Moore D-Offenhauser           | D-A Lubricants           |                   |
| NQ                      | 67 | Duke Dinsmore     | Moore D-Offenhauser           | D-A Lubricants           |                   |
| NQ                      | 69 | Johnnie Tolan     | Kurtis Kraft 500 -Offenhauser | W.P.T.                   |                   |
| NQ                      | 89 | Pat Flaherty      | Kurtis Kraft 500-Offenhauser  | Dunn Engineering         |                   |
| NQ                      | 93 | Billy Devore      | Kurtis Kraft 3000-Offenhauser | Youngstown White Truck   |                   |
| NQ                      | 93 | Walt Faulkner     | Lesovsky D-Offenhauser        | Belanger Motors          |                   |
| NQ                      | 99 | Lee Wallard       | Kurtis Kraft D-Offenhauser    | Belanger Motors          |                   |

### Gara
| Pos | N° | Pilota                                                       | Auto                     | Giri | Tempo/Causa ritiro | Griglia | Punti |
| --- | -- | ------------------------------------------------------------ | ------------------------ | ---- | ------------------ | ------- | ----- |
| 1   | 14 | Bill Vukovich                                                | Kurtis Kraft-Offenhauser | 200  | 3h 49'17"27        | 19      | 8     |
| 2   | 9  | Jimmy Bryan                                                  | Kuzma-Offenhauser        | 200  | +1'09"95           | 3       | 6     |
| 3   | 2  | Jack McGrath                                                 | Kurtis Kraft-Offenhauser | 200  | +1'19"73           | 1       | 5     |
| 4   | 34 | Troy Ruttman Duane Carter                                    | Kurtis Kraft-Offenhauser | 200  | +2'52"68           | 11      | 1,5   |
| 5   | 73 | Mike Nazaruk                                                 | Kurtis Kraft-Offenhauser | 200  | +3'24"55           | 14      | 2     |
| 6   | 77 | Fred Agabashian                                              | Kurtis Kraft-Offenhauser | 200  | +3'47"55           | 24      |       |
| 7   | 7  | Don Freeland                                                 | Phillips-Offenhauser     | 200  | +4'13"35           | 6       |       |
| 8   | 5  | Paul Russo Jerry Hoyt                                        | Kurtis Kraft-Offenhauser | 200  | +5'01"17           | 32      |       |
| 9   | 28 | Larry Crockett                                               | Kurtis Kraft-Offenhauser | 200  | +7'07"24           | 25      |       |
| 10  | 24 | Cal Niday                                                    | Stevens-Offenhauser      | 200  | +7'07"69           | 13      |       |
| 11  | 45 | Art Cross Johnnie Parsons Sam Hanks Andy Linden Jimmy Davies | Kurtis Kraft-Offenhauser | 200  | +8'22"19           | 27      |       |
| 12  | 98 | Chuck Stevenson Walt Faulkner                                | Kuzma-Offenhauser        | 199  | +1 giro            | 5       |       |
| 13  | 88 | Manny Ayulo                                                  | Kuzma-Offenhauser        | 197  | +3 giri            | 22      |       |
| 14  | 17 | Bob Sweikert                                                 | Kurtis Kraft-Offenhauser | 197  | +3 giri            | 9       |       |
| 15  | 16 | Duane Carter Marshall Teague Jimmy Jackson Tony Bettenhausen | Kurtis Kraft-Offenhauser | 196  | +4 giri            | 8       |       |
| 16  | 32 | Ernie McCoy                                                  | Kurtis Kraft-Offenhauser | 194  | +6 giri            | 20      |       |
| 17  | 25 | Jimmy Reece                                                  | Pankratz-Offenhauser     | 194  | +6 giri            | 7       |       |
| 18  | 27 | Ed Elisian Bob Scott                                         | Stevens-Offenhauser      | 193  | +7 giri            | 31      |       |
| 19  | 71 | Frank Armi George Fonder                                     | Kurtis Kraft-Offenhauser | 193  | +7 giri            | 33      |       |
| 20  | 1  | Sam Hanks Jimmy Davies Jim Rathmann                          | Kurtis Kraft-Offenhauser | 191  | Uscita di pista    | 10      |       |
| 21  | 35 | Pat O'Connor                                                 | Kurtis Kraft-Offenhauser | 181  | Uscita di pista    | 12      |       |
| 22  | 77 | Rodger Ward Eddie Johnson                                    | Pawl-Offenhauser         | 172  | Ritiro             | 16      |       |
| 23  | 17 | Gene Hartley Marshall Teague                                 | Kurtis Kraft-Offenhauser | 168  | Frizione           | 31      |       |
| 24  | 43 | Johnny Thomson Andy Linden Jimmy Daywalt                     | Nichels-Offenhauser      | 165  | Ritiro             | 4       |       |
| 25  | 74 | Andy Linden Bob Scott                                        | Schroeder-Offenhauser    | 165  | Sospensioni        | 23      |       |
| 26  | 99 | Jerry Hoyt                                                   | Kurtis Kraft-Offenhauser | 130  | Motore             | 30      |       |
| 27  | 19 | Jimmy Daywalt                                                | Kurtis Kraft-Offenhauser | 111  | Incidente          | 2       |       |
| 28  | 38 | Jim Rathmann Pat Flaherty                                    | Kurtis Kraft-Offenhauser | 110  | Incidente          | 28      |       |
| 29  | 10 | Tony Bettenhausen                                            | Kurtis Kraft-Offenhauser | 105  | Ruota              | 21      |       |
| 30  | 65 | Spider Webb Danny Kladis                                     | Bromme-Offenhauser       | 104  | Pompa benzina      | 29      |       |
| 31  | 33 | Len Duncan George Fonder                                     | Schroeder-Offenhauser    | 101  | Freni              | 26      |       |
| 32  | 15 | Johnnie Parsons                                              | Kurtis Kraft-Offenhauser | 79   | Motore             | 15      |       |
| 33  | 51 | Bill Homeier                                                 | Kurtis Kraft-Offenhauser | 74   | Incidente          | 18      |       |